# PLAYER (capsuleのアルバム)
『PLAYER』（プレイヤー）は、2010年3月3日にヤマハミュージックコミュニケーションズより発売されたcapsuleの11枚目（ベストアルバムを含むと12枚目）のオリジナルアルバムである。なお、この項目では2021年11月6日に発売された本アルバムのリマスター版『PLAYER (2021 Remaster)』についても記述する。

## 背景について
ベスト・アルバム『FLASH BEST』から約半年ぶりのアルバム。オリジナルアルバムとしては前作『MORE! MORE! MORE!』から約1年3ヶ月ぶりとなる。同じく中田がプロデュースを手掛けた『LIAR GAME 2 〜シーズン2 & 劇場版 オリジナル・サウンドトラック』と同時発売。
また、発売日はボーカル・こしじまとしこが迎える30歳の誕生日である。

## 制作について
映画「LIAR GAME The final Stage」の撮影の時期が伸びたことで、予定していた本来のcapsuleの制作ペースも遅れた。
タイアップが絡む楽曲は先に完成していて、その後にサントラが完成して、その後に本作の制作に取り掛かるというcapsuleにとって変則的なアルバム制作となった。
距離感や遠くに聴こえるフレーズ、広い場所に聴こえる和音などを入れて、空間的な広がりを表現したかった、と中田は語っている。

## 楽曲について
「Stay with You」は、ドラマシリーズでも中田がプロデュースを手掛けていた、映画「LIAR GAME The final Stage」の主題歌。また、capsuleの楽曲はいくつか同シリーズのテレビドラマで使用されていたが、いづれも挿入歌の扱いであったため、同シリーズの主題歌を担当するのは今回が初。
また、「Stay with You」と「Love or Lies」はそれぞれ「Stay with You -LIAR GAME original ver-」と「Love or Lies -LIAR GAME original ver-」という違うバージョンが存在する。
「Hello」は、後述のauとのタイアップ時にCMで使われた30秒のバージョン、及びブランドページのBGMや、音声やテキストを入力し、音源と組み合わせてオリジナルの楽曲（着うた）を作成することができるユーザー参加型のキャンペーン「iida calling 2」（こちらでは冒頭15秒のみ使用）の音源として使用された約58秒のバージョンとは違う新録版が収録されている。前述の2バージョンは未収録になっている。
本アルバム発売前、「Music on the Night」というタイトルで発表されていた楽曲があった。

## タイアップについて
- 映画「LIAR GAME The final Stage」主題歌（#1[6]）
- 「iida PRISMOID」「iida PLY」CMソング（#9[13]）
- 映画「LIAR GAME The final Stage」挿入歌（#10[6]）

## パッケージについて
- 初回盤：CD+DVD
- 通常盤：CD

前作に続き初回盤（品番：YCCC-10016/B）と通常盤（品番：YCCC-10017）の2形態で発売され、初回盤には「Hello x iida」のプロモーション・ビデオが収録されたDVDが付く。尚、使用されているのはCD収録の新録版である。

## プロモーションについて
「Love or Lies」が同年1月19日から先行配信された。
本作発売記念に発売日である2010年3月3日に『HARAJUKU STYLE COLLECTION presents capsule girls party in Laforet』をラフォーレミュージアム原宿で開催した。

## 収録曲について
全作詞・作編曲：中田ヤスタカ
| #         | タイトル                   | 作詞  | 作曲・編曲 | 時間 |
| --------- | -------------------------- | ----- | ---------- | ---- |
| 1.        | 「Stay with You」          |       |            | 5:23 |
| 2.        | 「Player」                 |       |            | 7:30 |
| 3.        | 「I wish You」             |       |            | 4:03 |
| 4.        | 「The Music」              |       |            | 7:35 |
| 5.        | 「Factory」                |       |            | 7:33 |
| 6.        | 「I was Wrong」            |       |            | 4:46 |
| 7.        | 「Can I Have A Word」      |       |            | 4:36 |
| 8.        | 「What do you want to do」 |       |            | 5:23 |
| 9.        | 「Hello」                  |       |            | 1:41 |
| 10.       | 「Love or Lies」           |       |            | 5:18 |
| 合計時間: | 合計時間:                  | 53:49 |            |      |

| #   | タイトル                                 | 作詞 | 作曲・編曲 | 時間 |
| --- | ---------------------------------------- | ---- | ---------- | ---- |
| 11. | 「Love or Lies remix (digital limited)」 |      |            | 4:39 |

| #  | タイトル               | 作詞 | 作曲・編曲 | 監督     |
| -- | ---------------------- | ---- | ---------- | -------- |
| 1. | 「「Hello x iida」PV」 |      |            | 吉田義道 |

## 収録作品について

### ベスト・アルバム
- 『capsule rewind BEST-1 2012-2006』（2013年3月6日） -（#1,3,9,10[16]）

### 音楽ゲーム
- REFLEC BEAT limelight（KONAMI）- （#9[17]）

## PLAYER (2021 Remaster)
『PLAYER (2021 Remaster)』は、2021年11月6日に発売されたCAPSULEの配信限定アルバムで、上記のアルバム『PLAYER』の収録曲がリマスターされて収録されている。なお、リマスター元アルバムのiTunes Storeボーナス・トラックの「Love or Lies remix (digital limited)」は収録されていない。

### 背景について
2021年8月に始動した、過去作品を、リマスター音源とビジュアライザーと共にオフィシャルYouTubeチャンネルに公開していく『CAPSULE アーカイブコレクション』という企画に伴って、リマスター音源配信第6弾として発売された。本アルバム収録曲は、同年10月25日から11月3日までの10日間、連日公開されていった。

### 収録曲について
全作詞・作編曲: 中田ヤスタカ
| #   | タイトル                                   | 作詞 | 作曲・編曲 | 時間 |
| --- | ------------------------------------------ | ---- | ---------- | ---- |
| 1.  | 「Stay with You (2021 Remaster)」          |      |            | 5:23 |
| 2.  | 「Player (2021 Remaster)」                 |      |            | 7:30 |
| 3.  | 「I wish You (2021 Remaster)」             |      |            | 4:03 |
| 4.  | 「The Music (2021 Remaster)」              |      |            | 7:35 |
| 5.  | 「Factory (2021 Remaster)」                |      |            | 7:34 |
| 6.  | 「I was Wrong (2021 Remaster)」            |      |            | 4:47 |
| 7.  | 「Can I Have A Word (2021 Remaster)」      |      |            | 4:36 |
| 8.  | 「What do you want to do (2021 Remaster)」 |      |            | 5:23 |
| 9.  | 「Hello (2021 Remaster)」                  |      |            | 1:42 |
| 10. | 「Love or Lies (2021 Remaster)」           |      |            | 5:20 |

## 『capsule RELEASE PARTY "PLAYER"』について
『capsule RELEASE PARTY "PLAYER"』は、capsuleが2010年春に開催したクラブツアー。
映像や音源の販売は行われていない。

### 日程について
| 公演日        | 都道府県 | 会場                     |
| ------------- | -------- | ------------------------ |
| 2010年3月26日 | 大阪府   | 名村造船所跡地           |
| 2010年3月27日 | 愛知県   | 名古屋ダイアモンドホール |
| 2010年3月29日 | 東京都   | 新木場ageHa              |